# Kbelcová přilba

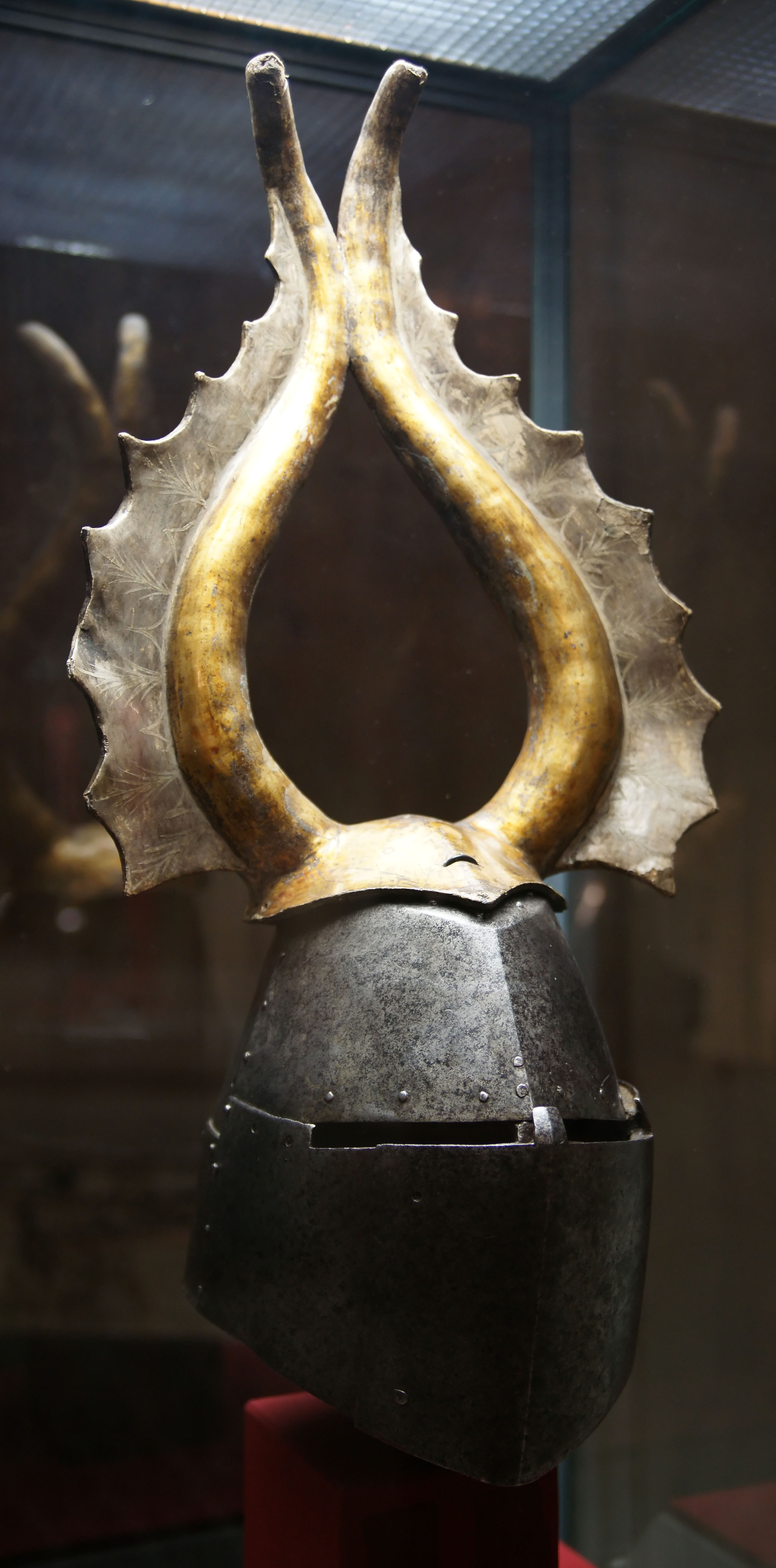
Pohřební helma rodu von Prankh, 14. století, s klenotem. (Boční pohled)

Kbelcová přilba (angl. great helm, v anglické terminologii se nerozlišuje hrncová a kbelcová přilba) je typ evropské přilby užívaný na přelomu 13. a 14. století, konstrukčně vychází z hrncové přilby. Na rozdíl od ní je prodloužená tak aby sahala až na ramena jezdce a má vypouklý vrchol. Byla připevněna dvěma řetězy ke kroužkové košili na prsou jezdce a dalšími dvěma na zádech jezdce. Používala se jen při první srážce, poté ji rytíř snímal a nechával volně zavěšenou na řetězech na zádech. Pod touto přílbou nosil lehčí, anatomicky tvarovanou přílbu – tzv. cassis.
Cylindrová přilba se někdy uvádí jako samostatný druh přilby. Ve skutečnosti je to spíše typ kbelcové přilby používaný od konce 13. století.

## Ozdoby a heraldika
Tyto přilby byly většinou různě zdobené, což se promítlo i do heraldiky. Přidáním například:
- Variace průduchových otvorů (kříže a jiné symboly)
- Koruny a točenice – na erbech se také objevují a slouží ke schování připevnění klenotů, korunka na reálné přílbě neznačí hodnost tak jako korunka v rámci erbu
- Přikryvadla
- Další objekty jako křídla, rohy atd. v heraldice označované jako klenoty